# Renault Master
De Renault Master is een bestelwagen gemaakt door het Franse autobedrijf Renault en is de opvolger van de Renault Estafette. De auto werd gepresenteerd in 1980. De Master wordt geproduceerd in Batilly in Frankrijk. De Renault Master I werd geproduceerd van 1980 tot 1997 en de Renault Master II van 1997 tot 2010. In 2010 kwam de Renault Master III op de markt. Vanaf september 2014 kreeg de Renault Master een facelift. In 2024 kwam de Renault Master IV op de markt.
De Renault Master wordt geproduceerd met voor- of achterwielaandrijving. Ook zijn er achterwiel-aangedreven versies met 'dubbel lucht'. Naast de gesloten bestelwagen is de Renault Master leverbaar als chassiscabine (enkele en dubbele cabine) en als platformcabine.

## Motoren
De Master is beschikbaar met een keuze aan verschillende motoren:
- 2.3 liter dCi-dieselmotor 110, 120, 125, 135, 150 en 165 pk.
- 57kW-elektromotor op batterijen

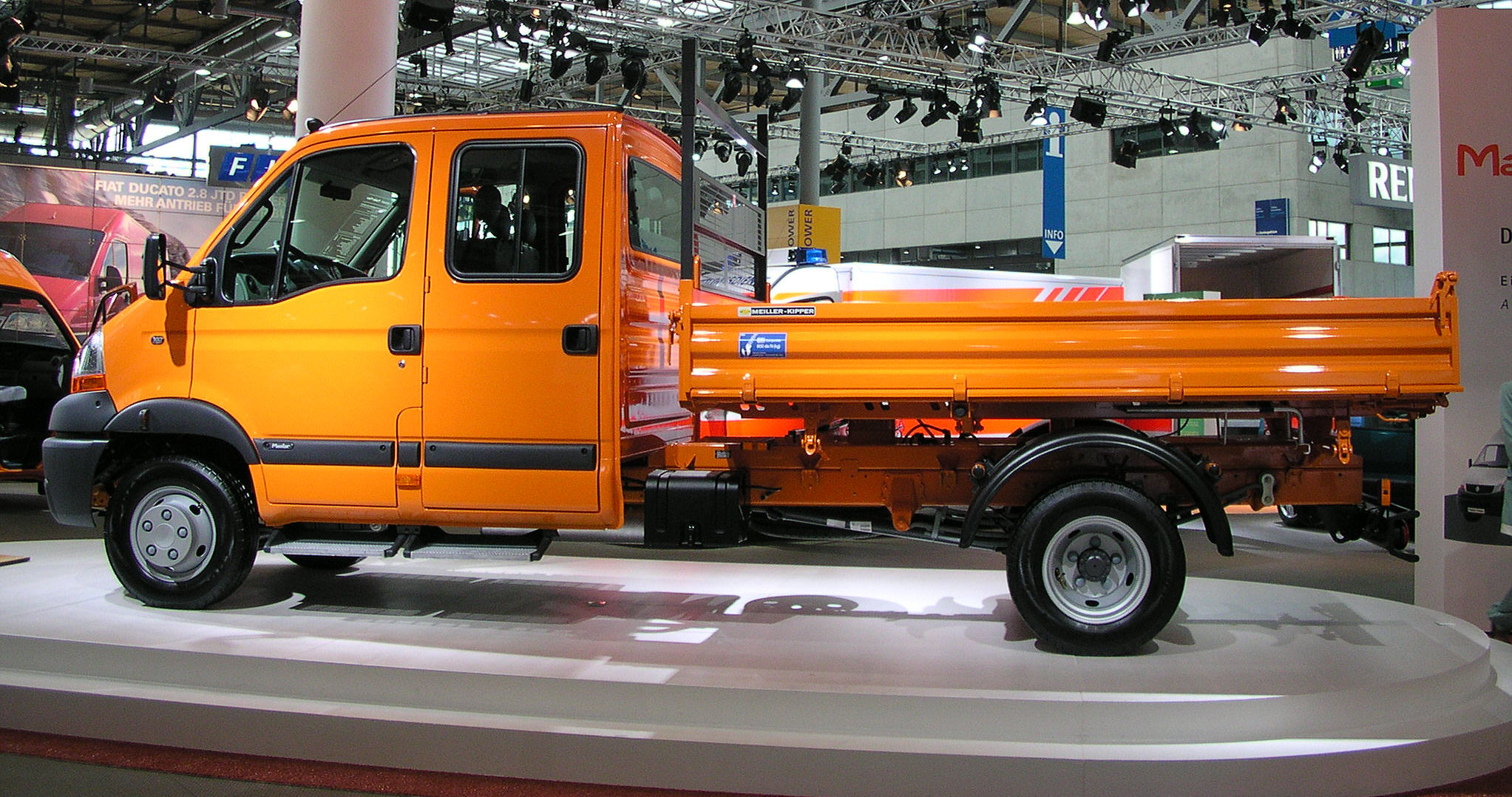
Renault Master II Pick-Up

- 57kW-elektromotor op batterijen en waterstof (range extender, per 2020). De waterstoftechnologie is ontwikkeld in samenwerking met het eveneens Franse Symbio (voorheen Symbio Fcell).[1]

## Openbaar vervoer
De bestelwagen wordt, in verbouwde vorm, in Nederland ook gebruikt in het openbaar vervoer; zie hiervoor het artikel Tribus Civitas.